# Машпи-вампаноаги
Машпи-вампаноаги (англ. Mashpee Wampanoag Tribe) — одно из двух признанных на федеральном уровне племён вампаноагов. Другое племя — аквинна-вампаноаги на острове Мартас-Винъярд.
У машпи-вампаноагов есть собственная система здравоохранения, полиция, судебная система и отделы образования. В 2015 году принадлежащие племени земли — 170 акров в Машпи и 150 акров в Тонтоне — были переданы в доверительное управление Министерству внутренних дел США, что сделало эти территории землями резервации. В марте 2024 года в племени было зарегистрировано около 3200 человек. 

## История
Индейцы юга Новой Англии впервые познакомились с европейцами ещё в начале XVI века, когда у берегов Северной Америки появились первые рыболовецкие и торговые суда. Они встречались с Джованни да Верраццано в 1542 году, Самюэлем де Шампленом в 1604 и 1605 годах, и Джоном Смитом в 1614 году. В основном эти встречи были дружескими и оказали непредвиденный, но важный эффект на коренные народы. Политические и социальные связи между селениями и племенами изменились — некоторые лидеры смогли расширить свой авторитет, тогда как другие утратили свой статус. Начиная с 1617 года евразийские эпидемии уничтожили большое количество индейцев от южного побережья Мэна до залива Наррагансетт. В числе наиболее пострадавших оказались патуксеты — племя, входившее в конфедерацию вампаноагов. Около 90 % патуксетов умерли от эпидемий. Множество селений были либо полностью опустошены, либо покинуты немногочисленными выжившими. На месте бывшей главной деревни патуксетов поселилась первая партия английских колонистов.
В 1630 году началась массовая миграция английских пуритан в регион залива Массачусетс. Новые переселенцы привезли с собой хартию от короля Карла I и поэтому не испытывали нужды договариваться с вампаноагами или другими племенами Новой Англии. Их отношения с индейцами отчасти были результатом европейского понятия об открытии, предоставлявшем территориальные права любой державе, первой заявившей права на определённую часть Америки.
В 1629 году племя машпи вместе с восемью другими племенами конфедерации вампаноагов передали право королю Англии на большую территорию, которая впоследствии стала Плимутской колонией. В попытке обратить местное население в христианство руководство английских колоний стало создавать особые поселения, которые назывались молящимися городами. Когда началась Война Короля Филипа многие индейцы-христиане хотели сражаться на стороне колонистов. Они были преданы новой религии и изменили традиционный образ жизни. С началом конфликта Плимутская колония приказала вампаноагам-христианам Кейп-Кода переселиться в город Машпи, чтобы было легче их контролировать. Некоторые из них вступили в колониальное войско, остальные оставались нейтральными.
В 1763 году Британская Корона передала поселение Машпи в управление руководству Массачусетс-Бэй вопреки воле племени. Этим решением власти метрополии наделили колонию полномочиями присоединять к своей территории земли, которыми управляли машпи-вампаноаги. Массачусетс-Бэй предоставила индейцам право избирать собственных должностных лиц для поддержания порядка на своей земле, но в остальном подчинила их колониальному правительству. Численность машпи-вампаноагов неуклонно сокращалась из-за социальных потрясений и инфекционных заболеваний, которыми они заразились от колонистов. Они также страдали от продолжающегося посягательства англичан на их земли. После Войны за независимость США штат Массачусетс отменил и так ограниченное самоуправление племени, которое было признано неэффективным. Власти штата назначили комитет надзирателей для надзора за племенем. В 1842 году Генеральный совет Массачусетса одобрил раздел земель машпи, оставив около 20,2 км² (5000 акров) в собственности племени.
В 1870 году Массачусетс преобразовал территорию племени в городское поселение. После этого всё больше белых американцев стало селиться в Машпи и вампаноаги потеряли контроль над своей территорией. В 1976 году машпи-вампаноаги подали первый иск о земле в федеральный суд США. Окружной суд США постановил, что, не имея федерального признания в качестве племени, машпи-вампаноаги не имеют права требовать возврата земель. Племя продолжало добиваться федерального признания в течение трёх десятилетий и получило его в 2007 году.